# نیلز داردل
نیلز داردل (سوئدی: Nils Dardel; ۲۵ اکتبر ۱۸۸۸ – ۲۵ مهٔ ۱۹۴۳) نقاش پست‌امپرسیونیست اهل سوئد بود.

## نگارخانه

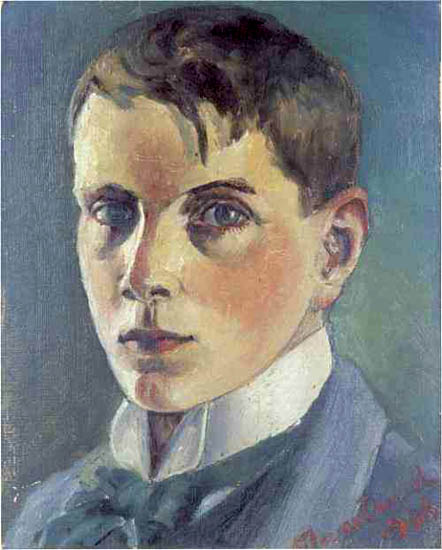
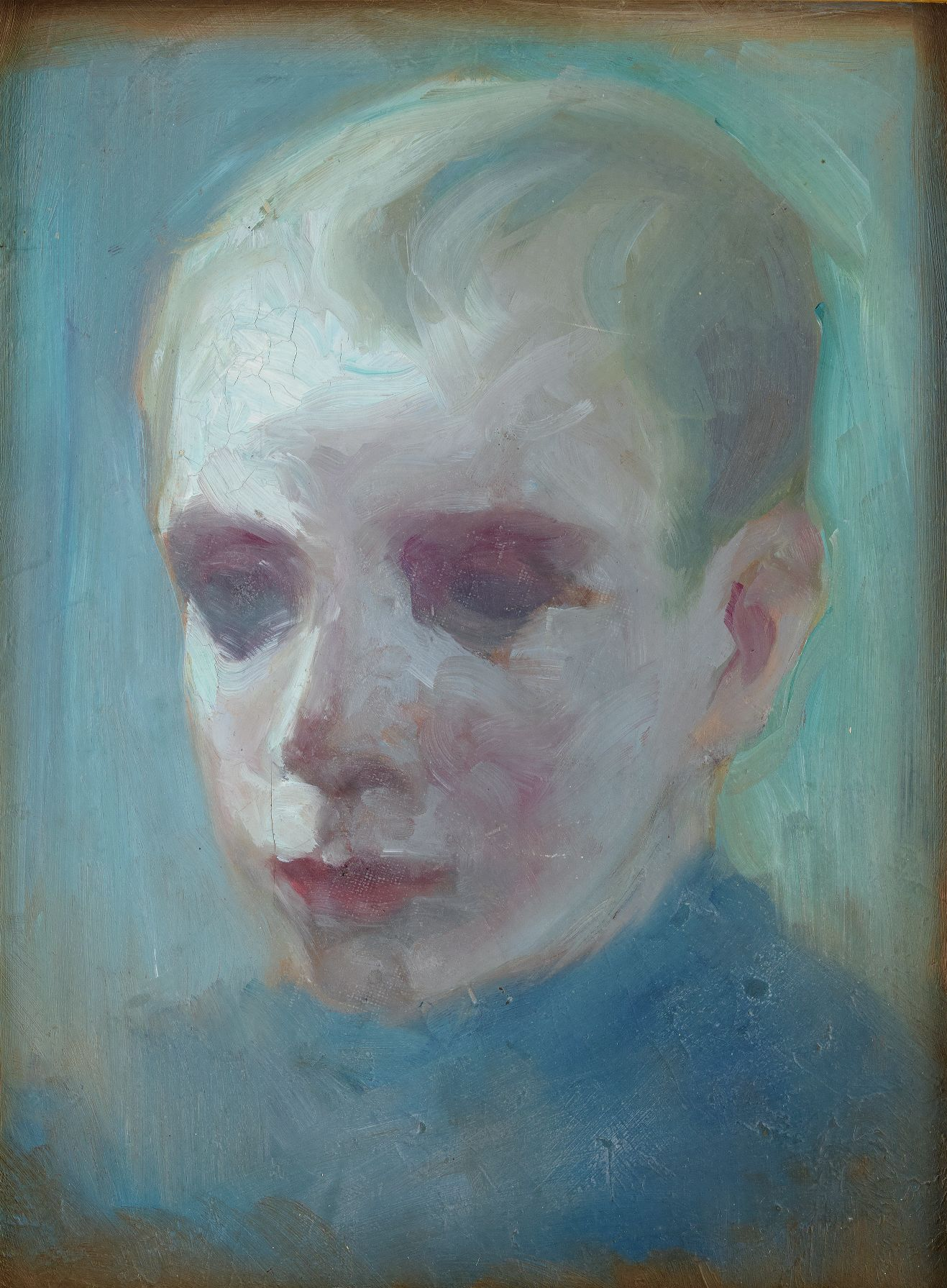
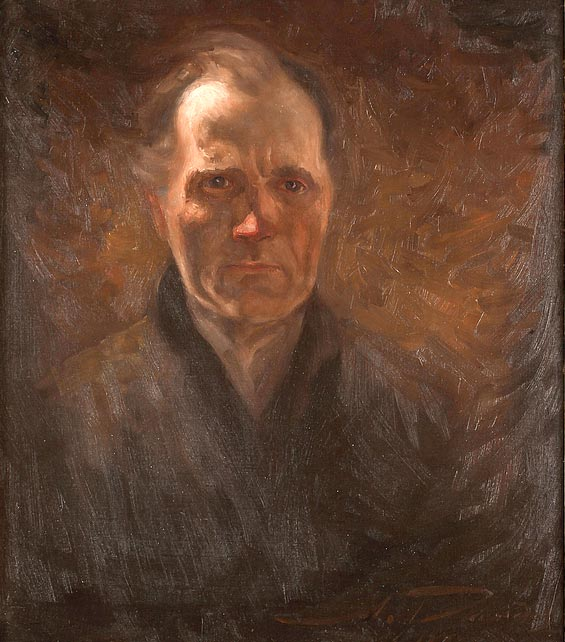
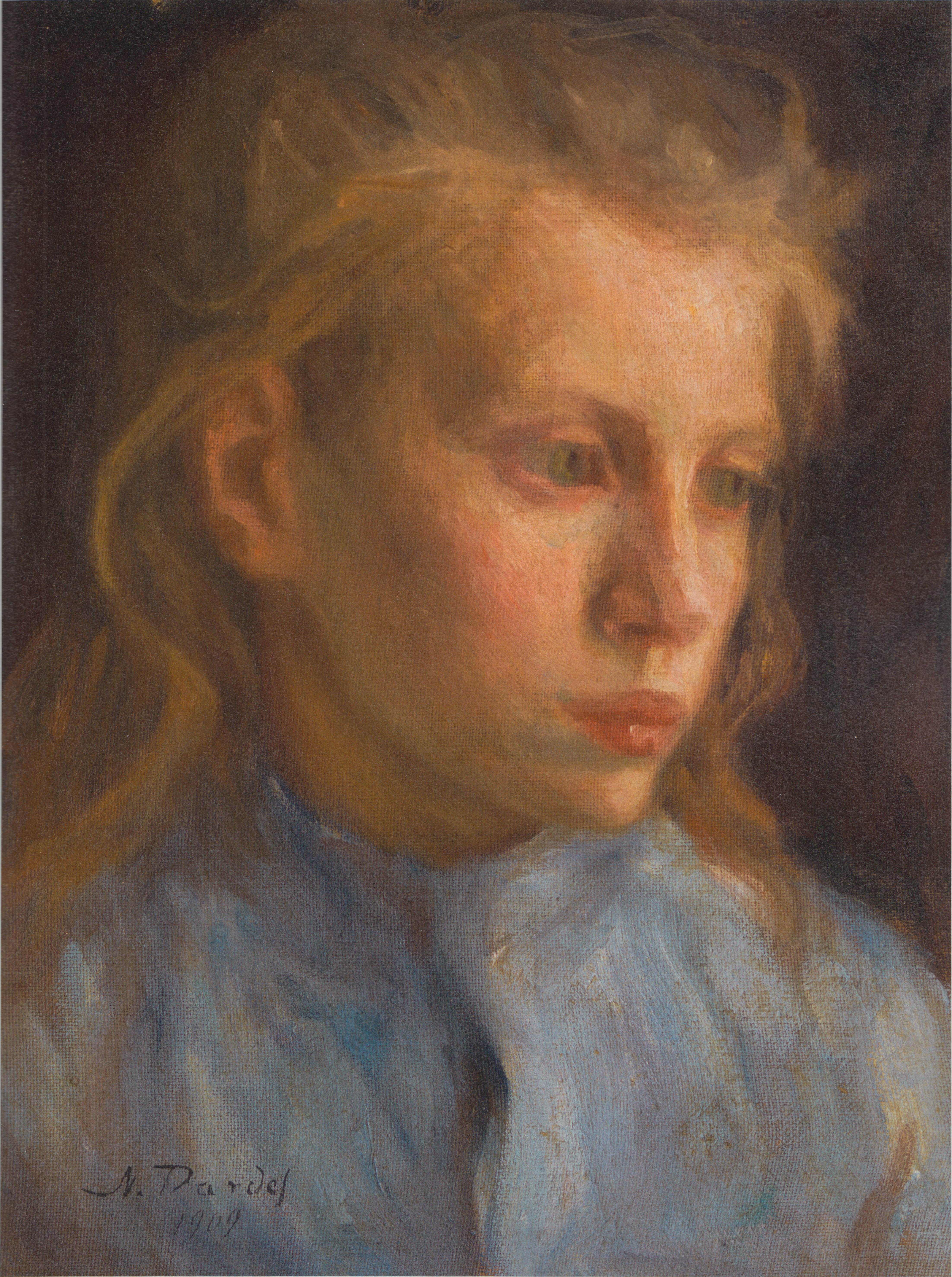